# Оскар Курганов
Оскар Курганов (настоящее имя — Яков Иеремеевич Эсте́ркин; 2 [15] августа 1907, Белыничи, Могилёвская губерния, Российская империя — 12 ноября 1997) — советский писатель, драматург, сценарист и журналист.

## Биография
Родился 2 (15 августа) 1907 года в городе Белыничи (ныне Могилёвская область, Белоруссия).
В 1926—1929 годах учился в ЛГУ.
В 1934—1949 годах — спецкор газеты «Правда».
В августе 1937 года должен был участвовать в трагически завершившемся перелёте через Северный полюс в составе экипажа С. А. Леваневского. Но из-за перегрузки машины места ему не нашлось. Член СП СССР (1942).
Член ВКП(б) с 1945 года.
В 1943 - 1991 написал ряд книг, рассказывающих о подвигах советских людей в годы Великой Отечественной войны, автор детских книг.
Автор сценария киноэпопеи «Освобождение» (в соавторстве с Ю. Бондаревым и Ю. Озеровым).
Умер в 1997 году. Похоронен в Москве на Троекуровском кладбище.

## Награды и премии
- Ленинская премия (1972) — за участие в создании сценария киноэпопеи «Освобождение»
- орден Красной Звезды (20 марта 1943 года)
- орден Отечественной войны I степени (22 сентября 1944)
- орден Отечественной войны II степени (14 августа 1945)
- орден «Знак Почёта» (1938)
- медали

## Сочинения

### Проза
- Мать. Очерк. М., 1942
- Настенька. Саратов, 1943
- Американцы в Японии. М., Советский писатель, 1947
- Американцы в Японии: Репортаж. М., Правда, 1947
- Американцы в Японии. М., Молодая гвардия, 1948
- В Японии. Репортаж. М., Воениздат, 1948
- Оставшиеся в живых: Повесть. М., 1961
- Солдат и строитель. М., 1961
- Три дня и три ночи. М., Знание, 1963
- Тайна песчинки: Повесть. М., Детская литература, 1965
- Сердца и камни: Повесть. М., Советский писатель, 1971
- Годы странствий: Повести. М., Советский писатель, 1974
- Из твоей родословной. М., Советская Россия, 1974
- На дальних и ближних подступах. М., 1979
- Разные годы. М., 1981
- Вечный огонь. М., Современник, 1985
- Пурга. М., 1989
- Челюскинская эпопея. М., 1991
- Дело Хинта. Ночь у Сталина. Навстречу гибели. М., Советский писатель — Олимп, 1992

## Фильмография
- 1960 — Большое новоселье (документальный)
- 1961 — Закон нашей жизни; Чудесный камень (научно-популярный)
- 1968 — 1972 — Освобождение
- 1977 — Солдаты свободы
- 1978 — Допрос (ГДР)
- 1984 — Челюскинцы